# Triepeolus michiganensis
Triepeolus michiganensis är en biart som beskrevs av Mitchell 1962. Triepeolus michiganensis ingår i släktet Triepeolus och familjen långtungebin. Inga underarter finns listade i Catalogue of Life.